# روث كاردوسو

روث كاردوسو كورييا ليتي (بالبرتغالية: Ruth Cardoso‏) (ولدت 19 سبتمبر 1930 -توفيت 24 يونيو 2008) كانت عالمة أنثروبولوجيا (علم الإنسان) من البرازيل. كانت متزوجة من رئيس جمهورية البرازيل السابق، فيرناندو انريك كاردوسو.